# Chaturbate
Chaturbate(상호: 멀티미디어유한책임회사, 영어: Multi Media LLC)는 미국의 성인 인터넷 방송 웹사이트이다.

## 개요
러시아의 세르게이라는 인물이 설립한 웹캠 사이트이다. 초반기엔 러시아판 아프리카tv로 명성을 날렸지만, 선정적인 컨텐츠가 점차 성행하게 되며, 현재는 국제적인 성인 인터넷 방송 웹사이트로 이름을 날리게 되었으며 시청자는 프라이빗 쇼를 제외하고 무료로 시청할 수 있지만 특정 성적 행위를 보기 위해 "팁" 형태로 돈을 지불한다.
2019년 11월 기준으로 이 사이트는 알렉사 글로벌 순위에서 22위를 차지했으며 유럽의 BongaCams 및 LiveJasmin과 경쟁하는 가장 큰 성인용 웹캠 사이트이다. 매달 약 410만 명의 순 방문자가 있는 것으로 추정되고 있다. 방송인은 토큰 팁을 받아 돈을 벌 수 있다.

## 같이 보기
- 인터넷 포르노그래피